# Udo Fortune
Udo Fortune thường được biết đến với tên gọi Ekeocha Stanley (sinh ngày 2 tháng 2 năm 1988 tại Warri, Delta State, Nigeria) là một cầu thủ bóng đá người Nigeria, hiện đang thi đấu ở vị trí tiền đạo cho câu lạc bộ Đồng Tháp tại Việt Nam.
Udo khởi đầu sự nghiệp cầu thủ trẻ ở câu lạc bộ Jos United tại Nigeria trong vài năm cho đến 2005. Năm 2006, anh rời Nigeria và đến Singapore bắt đầu sự nghiệp cầu thủ chuyên nghiệp ở nước ngoài.